# Osvald Käpp
Osvald Käpp (Tallinn, 17 febbraio 1905 – New York, 22 dicembre 1995) è stato un lottatore estone.
Ha vinto la medaglia d'oro olimpica nella lotta libera alle Olimpiadi 1928 svoltesi ad Amsterdam, in particolare nella categoria pesi leggeri.
Ha partecipato anche alle Olimpiadi 1924 e alle Olimpiadi 1932. In tutte e tre le sue partecipazioni ai giochi olimpici estivi ha gareggiato sia nella lotta libera che nella lotta greco-romana.
Nelle sue partecipazioni ai Campionati europei di lotta ha conquistato una medaglia di argento nel 1926 e una medaglia di bronzo nel 1927, in entrambi i casi nella lotta greco-romana, categoria pesi leggeri.